# Lena Degenhardt
Lena Sophia Degenhardt (* 31. Mai 1999) ist eine deutsche Handballspielerin, die für den deutschen Bundesligisten HB Ludwigsburg aufläuft.

## Karriere

### Im Verein
Lena Degenhardt wuchs in Ebingen, einem Stadtteil von Albstadt, auf. Beim dort ansässigen Verein HSG Albstadt erlernte sie das Handballspielen. Im Sommer 2015 wechselte die Rückraumspielerin zum VfL Pfullingen. Obwohl Degenhardt noch Jugendspielerin war, lief sie in der Saison 2015/16 für die Damenmannschaft in der Oberliga auf, in der sie 133 Treffer in 20 Spielen erzielte.
Degenhardt schloss sich im Jahre 2016 dem Zweitligisten SG H2Ku Herrenberg an. Zusätzlich lief sie für den TV Nellingen in der A-Juniorinnen Bundesliga auf. Ab der Saison 2017/18 gehörte sie dem Bundesligakader des TV Nellingen an. Zur Saison 2019/20 wechselte Degenhardt zum Ligakonkurrenten TuS Metzingen. Im Sommer 2023 schloss sie sich Borussia Dortmund an. Seit der Saison 2025/26 steht sie beim Bundesligisten HB Ludwigsburg unter Vertrag.

### In Auswahlmannschaften
Degenhardt lief für die deutsche Jugend- sowie Juniorinnennationalmannschaft auf. Mit diesen Auswahlmannschaften nahm sie an der U-18-Weltmeisterschaft 2016, an der U-19-Europameisterschaft 2017 und an der U-20-Weltmeisterschaft 2018 teil. Weiterhin nahm sie an der U-19-Beachhandball-Europameisterschaft 2015 teil. Degenhardt trug insgesamt 45 Punkte zum Gewinn der Bronzemedaille bei. Degenhardt bestritt am 17. April 2021 ihr Debüt für die deutsche Nationalmannschaft gegen Portugal.
Mit der Deutschen Beachhandball-Nationalmannschaft der Juniorinnen gewann Degenhardt bei den Junioren-Europameisterschaften 2015 (U 19) in Lloret de Mar die Bronzemedaille.